# یندروشکووتسه
یندروشکووتسه (به لاتین: Jędruszkowce) یک روستا در لهستان است که در گمینا سانوک واقع شده‌است. یندروشکووتسه ۲۱۰ نفر جمعیت دارد.